# Вентура, Орландо
Орландо Вентура Родригес (исп. Orlando Ventura Rodríguez, 20 мая 1948, Оахака, Мексика) — мексиканский хоккеист (хоккей на траве), полевой игрок. Участник летних Олимпийских игр 1968 и 1972 годов, серебряный призёр Панамериканских игр 1971 года, бронзовый призёр Панамериканских игр 1975 года.

## Биография
Орландо Вентура родился 20 мая 1948 года в мексиканском городе Оахака.
В 1968 году вошёл в состав сборной Мексики по хоккею на траве на летних Олимпийских играх в Мехико, занявшей 16-е место. Играл в поле, провёл 3 матча, мячей не забивал.
В 1972 году вошёл в состав сборной Мексики по хоккею на траве на летних Олимпийских играх в Мюнхене, занявшей 16-е место. Играл в поле, провёл 8 матчей, мячей не забивал.
Дважды становился призёром хоккейных турниров Панамериканских игр: серебро в 1971 году в Кали, бронза в 1975 году в Мехико.

## Семья
Старший брат Орландо Вентуры Эктор Вентура (род. 1944) также играл за сборную Мексики по хоккею на траве, в 1968 году участвовал в летних Олимпийских играх в Мехико, в 1972 году — в летних Олимпийских играх в Мюнхене.